# La Provence (Tageszeitung)
La Provence ist eine französische Zeitung, die zur Groupe Hersant Média gehört.
Die Zeitung entstand 1997 als Fusion aus den Zeitungen Le Provençal und Le Méridonal, die beide 1944 gegründet wurden. Le Provençal war die Nachfolgezeitung der Vorkriegszeitung Le Petit Provençal. In den drei Départements Vaucluse, Bouches-du-Rhône und Alpes-de-Haute-Provence wird die Zeitung verkauft. Von den 180.000 verkauften Exemplaren sind 35.000 Abonnements.